# Byblia boydi
Byblia boydi är en fjärilsart som beskrevs av Dixey 1898. Byblia boydi ingår i släktet Byblia och familjen praktfjärilar. Inga underarter finns listade i Catalogue of Life.